# Теорема Міттаг-Лефлера
Теорема Міттаг-Лефлера — в комплексному аналізі твердження про властивості мероморфних функцій, що визначає існування мероморфних функцій із заданими полюсами і головними частинами ряду Лорана, а також стверджує для довільних мероморфних функцій існування аналога розкладу раціональної функції на прості дроби.

## Твердження теореми
Нехай задана скінченна або зліченна послідовність різних комплексних чисел {\displaystyle z_{k}} для яких {\displaystyle |z_{1}|\leqslant |z_{2}|\leqslant ...\leqslant |z_{k}|\leqslant ...} і {\displaystyle \lim _{k\to \infty }z_{k}=\infty .} Нехай також задані функції:
{\displaystyle g_{n}(z)=\sum _{i=1}^{p_{n}}{\frac {c_{-i}^{(n)}}{(z-z_{n})^{i}}},}
які можна інтерпретувати як головні частини рядів Лорана деяких мероморфних функцій в точках {\displaystyle z_{k}.}
Тоді існує мероморфна функція {\displaystyle f(z)} для якої {\displaystyle z_{k}} є множиною всіх полюсів і головна частина функції {\displaystyle f(z)} в точці {\displaystyle z_{n}} є рівною {\displaystyle g_{n}(z).}
Якщо ж деяка мероморфна функція {\displaystyle f(z)} має своїми полюсами множину {\displaystyle z_{k}} (з властивостей мероморфних функцій випливає, що ця множина є не більш, ніж зліченною) і головна частина функції {\displaystyle f(z)} в точці {\displaystyle z_{n}} є рівною {\displaystyle g_{n}(z),} то для цієї функції справедливий розклад Міттаг-Лефлера:
{\displaystyle f(z)=h(z)+\sum _{n=1}^{\infty }\left(g_{n}(z)-P_{n}(z)\right),}
де {\displaystyle h} — деяка ціла функція, а  {\displaystyle P_{n}} — деякі многочлени і ряд в правій стороні рівності збігається рівномірно на компактних множинах. В даному випадку ряд називається збіжним (рівномірно збіжним) на компактній множині, якщо лише скінченна кількість його доданків має полюси на цій множині і після видалення цих доданків інші збігаються (рівномірно збігаються) на множині.

## Доведення
Без обмеження загальності можна вважати, що {\displaystyle z_{1}\neq 0.} В іншому разі замість функції {\displaystyle f(z)} можна розглядати функцію {\displaystyle f(z)-g_{1}(z).}
Зафіксуємо дійсне число  {\displaystyle 0<q<1,}  і позначимо {\displaystyle K_{n}:=\{z\in \mathbb {C} :|z|<q|z_{n}|\}.} Оскільки функція {\displaystyle g_{n}(z)} є голоморфною в крузі {\displaystyle \{|z|<|z_{n}|\}} і {\displaystyle K_{n}}  є підмножиною цього круга то {\displaystyle g_{n}(z)} можна рівномірно на в {\displaystyle K_{n}} наблизити многочленом Тейлора:
{\displaystyle P_{n}(z)=\sum _{i=0}^{m_{n}}{\frac {g_{n}^{(i)}(0)}{k!}}z^{k},}
де степінь многочлена ми виберемо так, щоб для всіх {\displaystyle z\in K_{n}} було {\displaystyle |g_{n}(z)-P_{n}(z)|<{\frac {1}{2^{n}}}.}
При такому виборі {\displaystyle P_{n}(z)} розглянемо ряд {\displaystyle \sum _{n=1}^{\infty }\left(g_{n}(z)-P_{n}(z)\right)=f(z)}.
Для довільної компактної множини {\displaystyle K} існує натуральне число {\displaystyle N,} таке що {\displaystyle K\subset K_{n},\;\forall n>N.}
Тоді всі члени ряду {\displaystyle \sum _{n=N}^{\infty }\left(g_{n}(z)-P_{n}(z)\right)=f_{N}(z)} є голоморфними на {\displaystyle K}, і цей ряд мажорується збіжною геометричною прогресією {\displaystyle {\frac {1}{2^{n}}}.}
Отже даний ряд збігається на рівномірно на {\displaystyle K} і за теоремою Вейєрштраса його сума є голоморфною функцією в {\displaystyle K}.
Функція {\displaystyle f(z)} відрізняється від {\displaystyle f_{N}(z)} на раціональну функцію
{\displaystyle \sum _{n=1}^{N-1}\left(g_{n}(z)-P_{n}(z)\right)}
що має полюси в точках {\displaystyle z_{1}(z),\ldots ,z_{N-1}(z)}  і відповідні головні частини рівні {\displaystyle g_{1}(z),\ldots ,g_{N-1}(z).}
Тобто на множині {\displaystyle K} функція {\displaystyle f(z)} має задані полюси і головні частини. Так як {\displaystyle K} — довільна компактна множина то {\displaystyle f(z)} — мероморфнамфункція і має в {\displaystyle \mathbb {C} } задані полюси і головні частини.
Якщо тепер {\displaystyle f(z)} — довільна мероморфна функція, що немає полюса в нулі (в іншому разі знову ж можна розглядати функцію {\displaystyle f(z)-g_{1}(z)}) то позначивши її полюси так що  {\displaystyle |z_{1}|\leqslant |z_{2}|\leqslant ...\leqslant |z_{k}|\leqslant ...} і побудувавши, як і вище суму ряду {\displaystyle \sum _{n=1}^{\infty }\left(g_{n}(z)-P_{n}(z)\right)=f_{0}(z)} отримуємо, що різниця {\displaystyle f(z)-f_{0}(z)} є цілою функцією, що завершує доведення.

## Приклади розкладу Міттаг-Лефлера
Нижче подні приклади розкладу Міттаг-Лефлера для деяких мероморфних функцій:
- {\displaystyle {\frac {1}{\sin(z)}}=\sum _{n\in \mathbb {Z} }{\frac {(-1)^{n}}{z-n\pi }}={\frac {1}{z}}+\sum _{n=1}^{\infty }(-1)^{n}{\frac {2z}{z^{2}-n^{2}\pi ^{2}}}}

- {\displaystyle \cot(z)\equiv {\frac {\cos(z)}{\sin(z)}}=\sum _{n\in \mathbb {Z} }{\frac {1}{z-n\pi }}={\frac {1}{z}}+\sum _{k=1}^{\infty }{\frac {2z}{z^{2}-k^{2}\pi ^{2}}}}

- {\displaystyle {\frac {1}{\sin ^{2}(z)}}=\sum _{n\in \mathbb {Z} }{\frac {1}{(z-n\pi )^{2}}}}

- {\displaystyle {\frac {1}{z\sin(z)}}={\frac {1}{z^{2}}}+\sum _{n\neq 0}{\frac {(-1)^{n}}{\pi n(z-\pi n)}}={\frac {1}{z^{2}}}+\sum _{n=1}^{\infty }{\frac {(-1)^{n}}{n\pi }}{\frac {2z}{z^{2}-\pi ^{2}n^{2}}}}